# كوستوديو دوس ريس
كوستوديو دوس ريس (بالفرنسية: Custodio Dos Reis)‏ ولد بتاريخ 30 نوفمبر 1922 في الرباط، وتوفي في 26 نوفمبر 1959، كان دراج فرنسي في صنف سباق الدراجات على الطريق.

## سجل النتائج

### سباقات أو مراحل فاز بها
- طواف فرنسا

## وصلات خارجية
- الموقع الرسمي

## روابط خارجية
- كوستوديو دوس ريس على موقع أرشيف الدراجات (الإنجليزية)
- كوستوديو دوس ريس على موقع إحصائيات الدراجات الإحترافية (الإنجليزية)